# Lubomia
Lubomia is een dorp in het Poolse woiwodschap Silezië, in het district Wodzisławski. De plaats maakt deel uit van de gemeente Lubomia en telt 3600 inwoners.

## Verkeer en vervoer

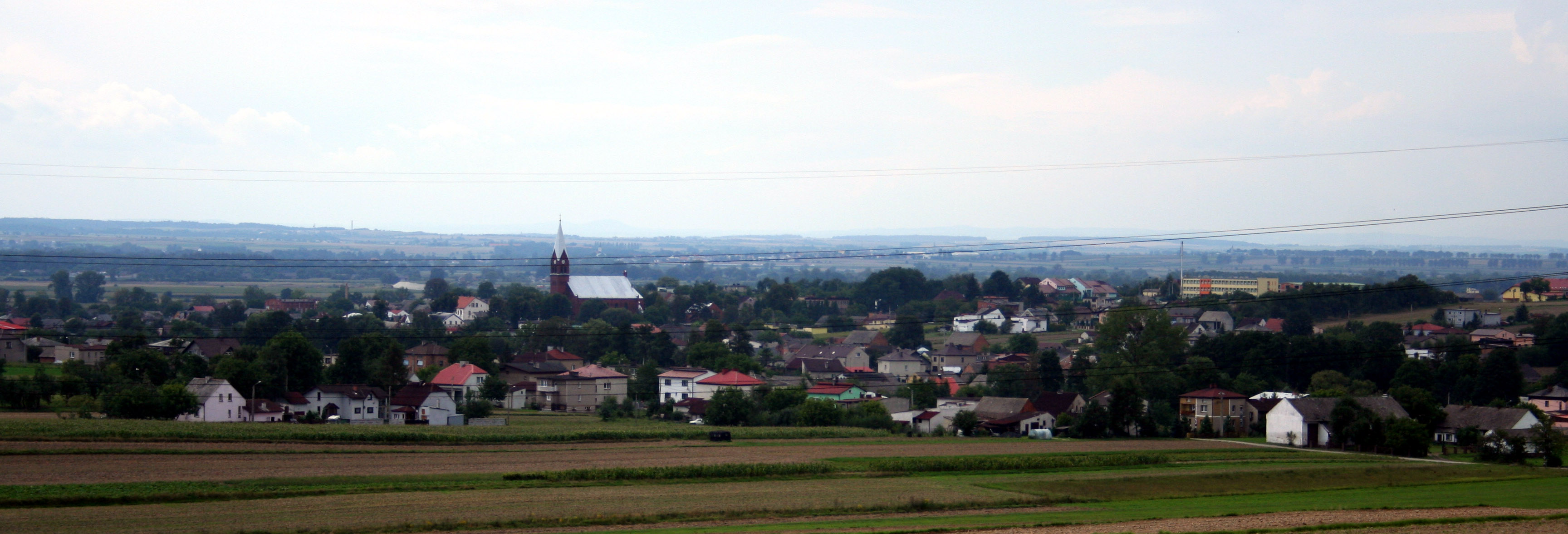
Panorama van Lubomia

Maria Magdalena kerk in Lubomia

- Station Lubomia

## Geboren in Lubomia
- Franciszek Smuda (1948-2024), voetbaltrainer